# Sílvia Raposo
Sílvia Raposo (Lisboa, 9 de Junho de 1993) é uma antropóloga, dramaturga, escritora, produtora e actriz portuguesa. É a produtora da Companhia Vidas de A a Z e fundadora das produções D. Mona. Na sua carreira destacam-se os espectáculos Eu Sou Mediterrâneo, Vovó Ganza! Uma comédia de faca e alguidar, Não Kahlo e Kusama e Warhol: o maior roubo da pop.

## Biografia
Sílvia Raposo nasceu em Lisboa, em 1993. Licenciada e mestre em Antropologia,mestranda em Artes Cénicas e doutoranda em Artes Performativas e Antropologia, é investigadora na área das práticas artísticas, performance e política , tendo iniciado a sua actividade enquanto dramaturga e produtora em 2014 com a criação da Companhia Vidas de A a Z. Desde então que a companhia tem desenvolvido a sua actividade na comédia, tragédia, monólogo, drama a performance artística.
A sua ligação ao teatro surge através da Academia enquanto antropóloga, sendo que se inicia na escrita dramatúrgica em 2014 com a peça Vidas de A a Z: Viver 100 vidas em vidas que não vivem (2014), que viria a dar origem à companhia Vidas de A a Z e ao seu início de carreira no teatro. Interpretou neste espectáculo os personagens Dulce, uma mulher com agorafobia, Júlio Strong, um actor decadente, e Nini, a empregada trangénero.. O espectáculo esteve em cena de 6 de Junho de 2014 a 28 de Fevereiro de 2015, tendo passado por várias salas de espectáculo do país, entre elas o Teatro Turim, Casa das Histórias Paula Rego, Cine-teatro Municipal de Serpa, Auditório Municipal António Silva, Centro Cultural de Vila do Bispo, Faculdade de Letras da Universidade de Lisboa

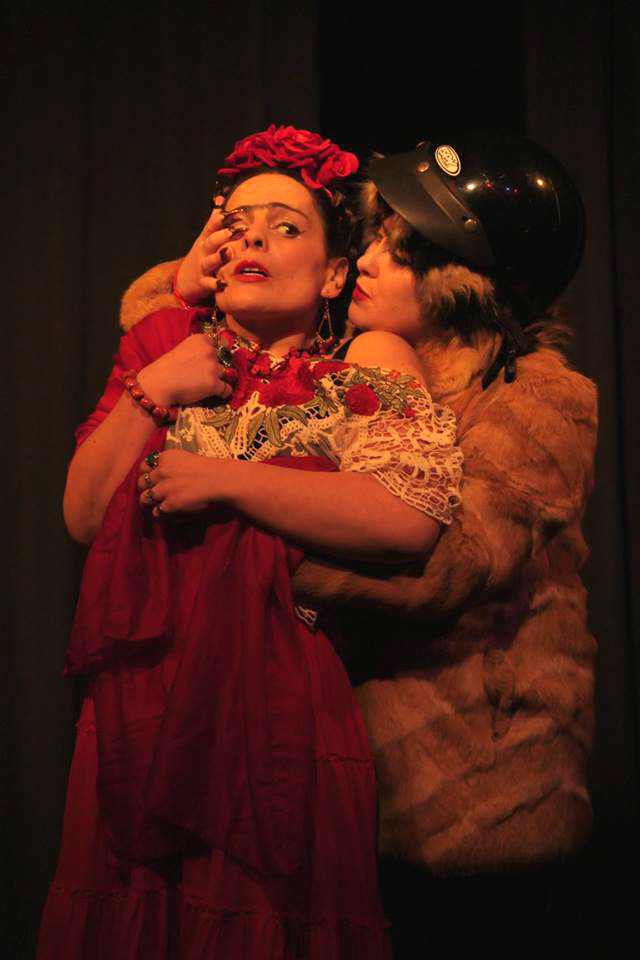
Margarida Camacho e Sílvia Raposo em Não Kahlo, de D. Mona.

Em 2015 escreve a comédia Amar ou Não Há Tragédia Sem Comédia (2015)., em co-autoria com Mónica Gomes. Integra ainda o elenco deste espectáculo nos papéis de A Cupida e Macumbina. Em Outubro desse mesmo ano, no papel de Arminda, integra também o elenco do espectáculo Uma Questão de Sexo ou de Morte, um espectáculo onde cinco mulheres e uma travesti partilham as suas necessidades e frustrações sexuais. Em 2014 realiza a curta-metragem Pedaços de ti, um documentário sobre a companhia teatral “ARTemPALCO” do encenador/produtor Rui de Sá e participa enquanto actriz no Teatro ao minuto do espaço Evóe com o espectáculo Auto-retrato do Eu Português, uma criação sua e de Mónica Gomes.
Em 2015, escreve o drama Eu Sou Mediterrâneo: Um espectáculo sobre a banalidade do mal, um espectáculo da Companhia Vidas de A a Z com co-autoria e encenação de Mónica Gomes, em parceria com a ADDUH (Associação de Defesa dos Direitos Humanos), Associação Gulliver e Associação Solidariedade Imigrante, que se apresentou como uma forma a fomentar o debate político e académico em torno do jihadismo global e da actual crise migratória no mediterrâneo.
Já em 2017, também em co-autoria com Mónica Gomes, inicia a escrita da peça Vovó Ganza! Uma comédia de faca e alguidar, comédia que também integra enquanto actriz, interpretando Palmira, a infiltrada mulher-a-dias. O espectáculo conta-nos a história de Vovó Ganza, a idosa simpática do rés-do-chão que vive à míngua com a sua filha Hortência e o seu afilhado Brocas quando é acusada por Antonieta, a vizinha cusca, de ser a principal dealer do bairro..
Ainda em 2017 dá início à criação do espectáculo Não Kahlo que integra como performer e criadora. O espectáculo adapta a obra, vida e sonhos da pintora mexicana Frida Kahlo ao universo de Lewis Carrol e estreou em Maio de 2018, em Lisboa, tendo passado pelos palcos madrilenos aquando do III Ciclo de Teatro Argentino do Teatro El Umbral de Primavera, bem como do Festival Clown e Cabaret do Teatro El Montacargas .Em 2019 interpreta o papel de Dot no espectáculo Kusama e Warhol: o maior roubo da pop, também das produções D. Mona, que estreou em Maio no Quartel das Artes e integra também dois festivais internacionais de teatro em Madrid e Cantábria, respectivamente.

## Teatro
- Elenco principal, "Dot" em Kusama e Warhol: o maior roubo da pop, 2019-20
- Elenco principal, "Loup Mauvais" em Não Kahlo, 2018-19
- Elenco principal, "Brocas" em Vovó Ganza! Uma comédia de faca e alguidar, 2017
- Elenco principal, "Arminda" em Uma Questão de Sexo ou de Morte, 2015-2016
- Elenco principal, "Dulce", "Júlio Strong" e "Nini" em Vidas de A a Z: Viver 100 Vidas em Vidas que não Vivem, 2014-2015
- Elenco principal, "Cupida" em Não Há Tragédia Sem Comédia, 2015-2016
- Elenco secundário, "Velha" em Auto-retrato do Eu Português, 2014

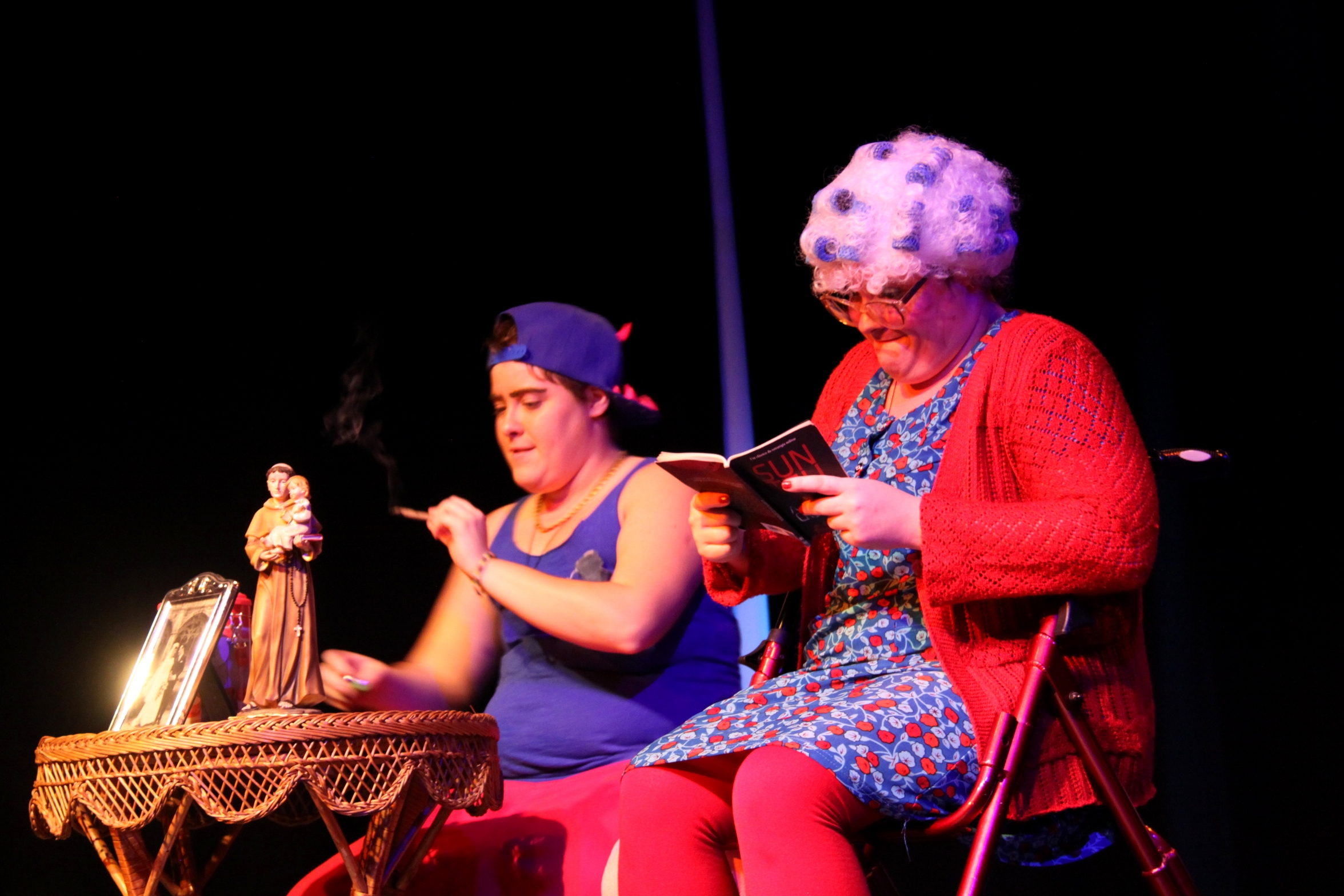
Sílvia Raposo e Mónica Kahlo em Vovó Ganza!

## Obras dramáticas
- Kusama e Warhol: o maior roubo da pop, em co-autoria com Mónica Kahlo (2019-20)
- Não Kahlo, em co-autoria com Mónica Kahlo (2018-19)
- Vovó Ganza! Uma Comédia de Faca e Alguidar..., em co-autoria com Mónica Gomes (2017)
- Eu Sou Mediterrâneo: um espectáculo sobre a banalidade do mal, em co-autoria com Mónica Gomes (2016)
- Não Há Tragédia Sem Comédia: As desventuras do Amor, em co-autoria com Mónica Gomes (2015)
- Vidas de A a Z: Viver 100 Vidas em Vidas que não Vivem, em co-autoria com Mónica Gomes (2014)

## Artigos e obras científicas

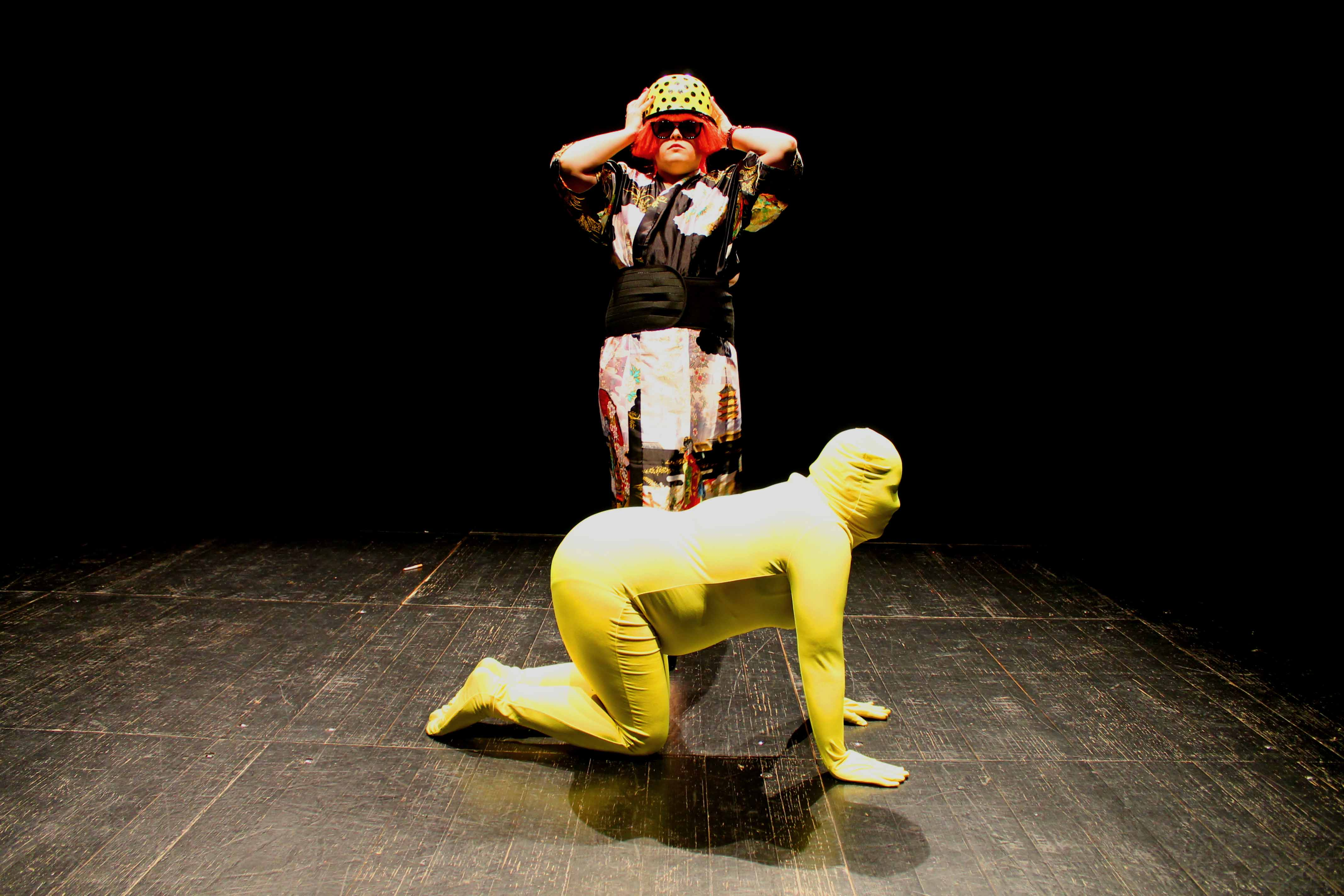
Sílvia Raposo como Dot em Kusama e Warhol: o maior roubo da pop

- RAPOSO, Sílvia (2018), “Entre mujahidins e fantasmas: a improvisação e o corpo-arquivo como microcosmo do conflito Sírio”, Em Eikon – Journal on Semiotics and Culture, nº 3, Abril, pp.67-83.
- RAPOSO, Sílvia (2018), "Os desaparecidos, os fantasmas e o corpo como arquivo: Analisando o conflito sírio na performance contemporânea", Em Sociologia Online, n.º 15, dezembro 2017, pp. 71-100.
- RAPOSO, Sílvia (2017), “Antropologia e performance. Terra de ninguém ou terra de todos?, Em Perifèria - revista de recerca i formació en antropologia, Número 22(1), junho 2017.
- RAPOSO, Sílvia (2017), "O espelho da catedral: reflexos do político em «A Grande Revista à Portuguesa»”, Em Artes da Cena, v. 3, n. 2, dezembro 2017.
- RAPOSO, Sílvia (2016), “Desabrochando uma rosa de um rocket: memória, performance e resistência na arte moçambicana”, Em Perifèria - revista de recerca i formació en antropologia, Número 21(1), junho 2016.
- RAPOSO, Sílvia (2018),“Desabrochando uma rosa de um rocket”: arte, memória e resistência em Moçambique, Em Processos migratórios e práticas artísticas em tempo de guerra: do sécul o XX à actualidade (Global Art Monograph Series), ed. Cristina Pratas Cruzeiro, Lisboa: Universidade de Lisboa, Faculdade de Belas-Artes, Centro de Investigação e Estudos em Belas-Artes (CIEBA).
- RAPOSO, Sílvia (2017), "As balas no dorso do crocodilo: escultura, memória e resistência em Moçambique", Em BUALA [em linha], 5 de Set. 2017.
- RAPOSO, Sílvia (2017), “As balas no dorso do crocodilo: escultura, memória e resistência em moçambique”, Em Fórum Sociológico, série II, nº 31.

## Obras literárias
- Um Segredo Esquecido para Atear Paixões, Chiado Editora, 2015.
- "Mademoiselle dilúvio", Em Entre o Sono e o Sonho XIV, Chiado Editora, 2022
- "Auto-retrato com as flores na mão", Em Entre o Sono e o Sonho - Vol. XIII, Chiado Editora, 2022
- "Panthera de Hogan", Em Entre o Sono e o Sonho - Vol XII, Chiado Editora, 2020
- "Cuspocolante", Em Liberdade — Antologia da Literatura Livre, Vol. II, Chiado Editora, 2021

## Um Segredo Esquecido para Atear Paixões
Lança a 4 de Setembro de 2015 o livro Um Segredo Esquecido para Atear Paixões: Quotidianos pitorescos, românticos e poéticos escritos no feminino. Trata-se de uma obra poética, escrita no feminino que percorre questões existenciais e sociopolíticas, numa abordagem inovadora e politico-consciente da poesia contemporânea. Faz referência a temas como a violência doméstica, a imigração forçada, conflitos armados, a crise europeia, mas também instiga o leitor a embarcar em histórias de amor. Uma visão pictórico-critica sobre as sociedades, numa poesia além-fronteiras que se propõe a atear as mais variadas paixões. As apresentações literárias foram acompanhadas de vários momentos de declamação, interpretados pela Companhia Profissional de Teatro Vidas de A a Z.

## Galeria

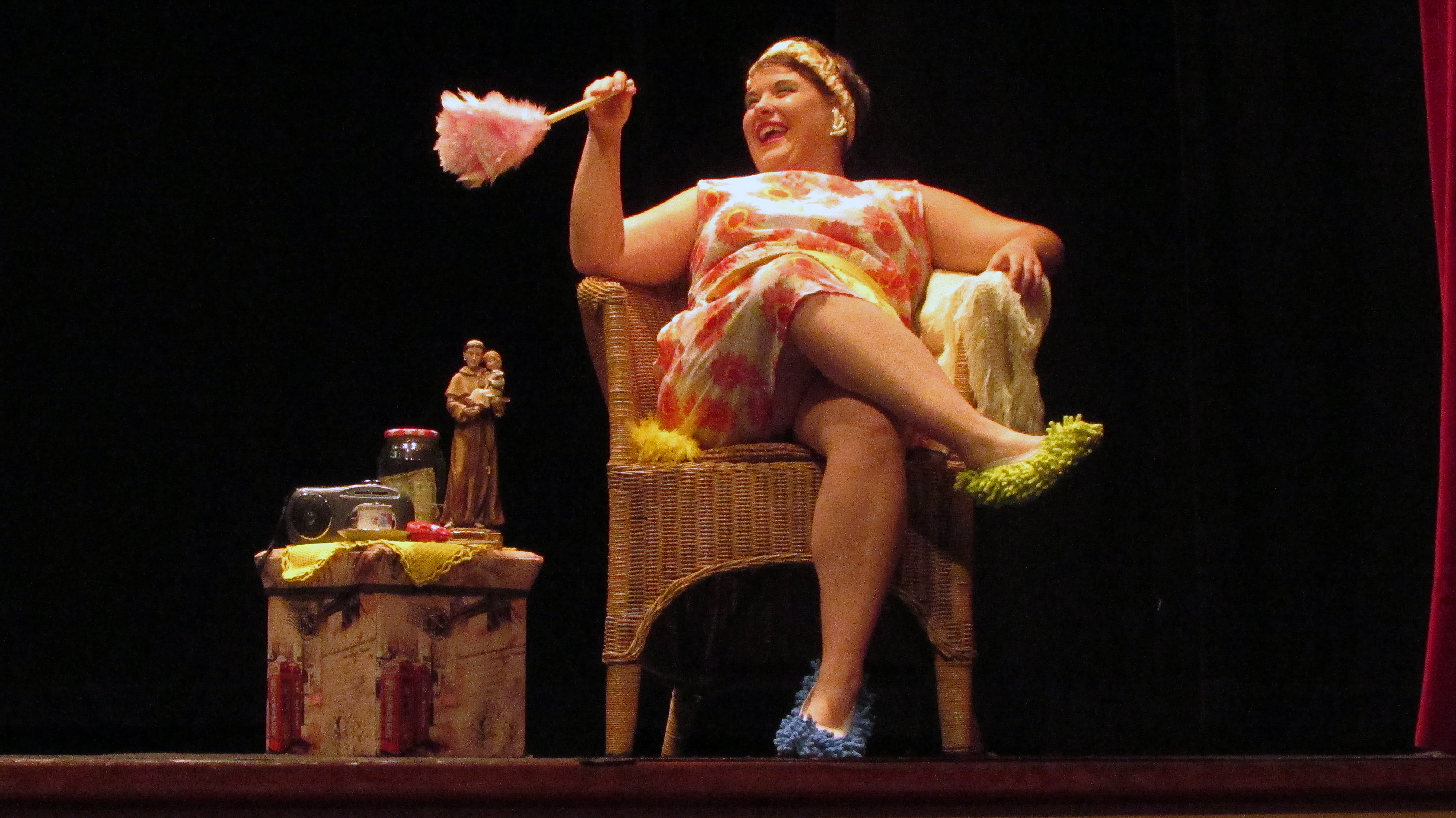
Sílvia Raposo em Vovó Ganza!
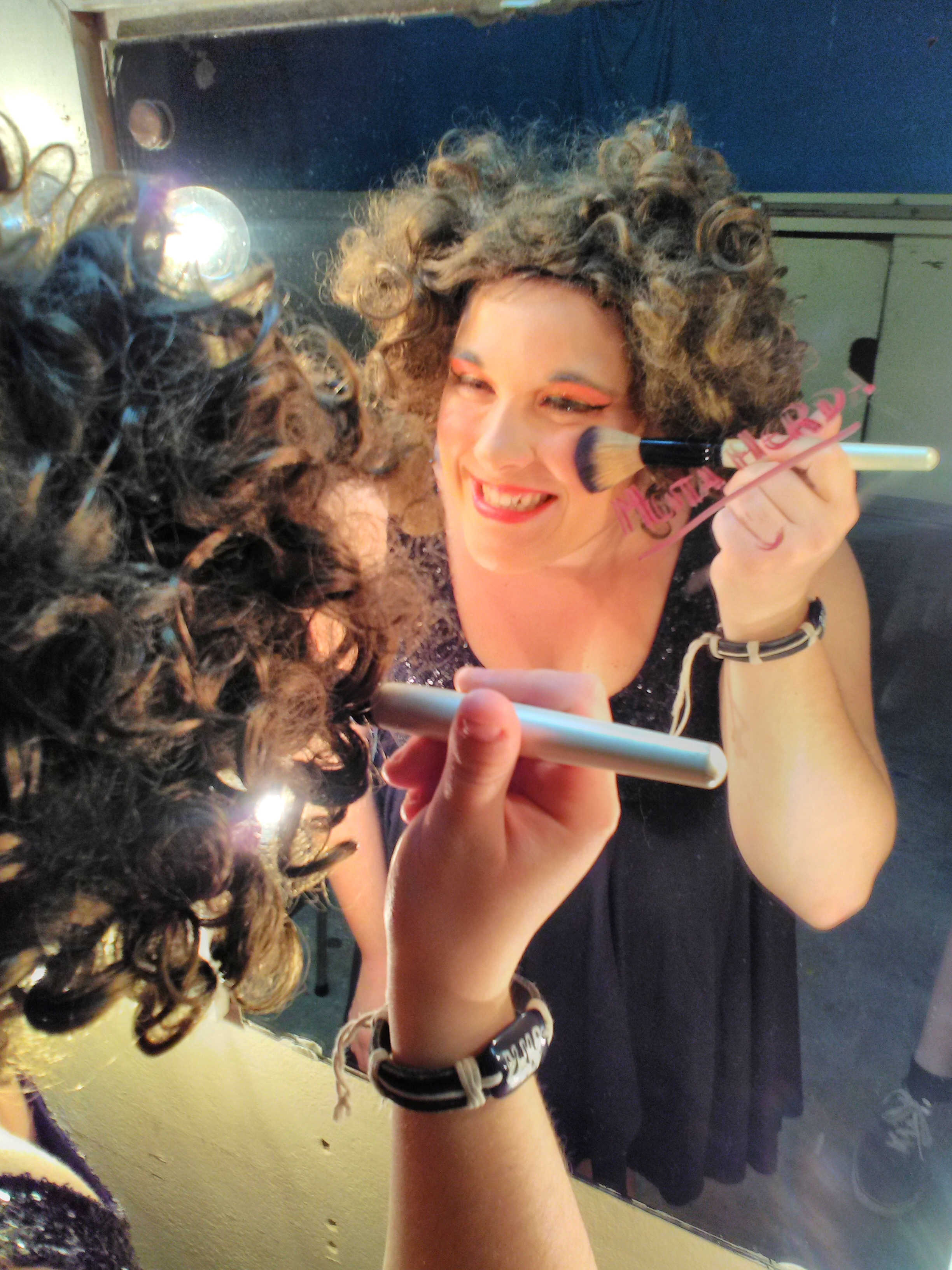
Sílvia Raposo como Arminda mos bastidores de Uma Questão de Sexo ou de Morte.
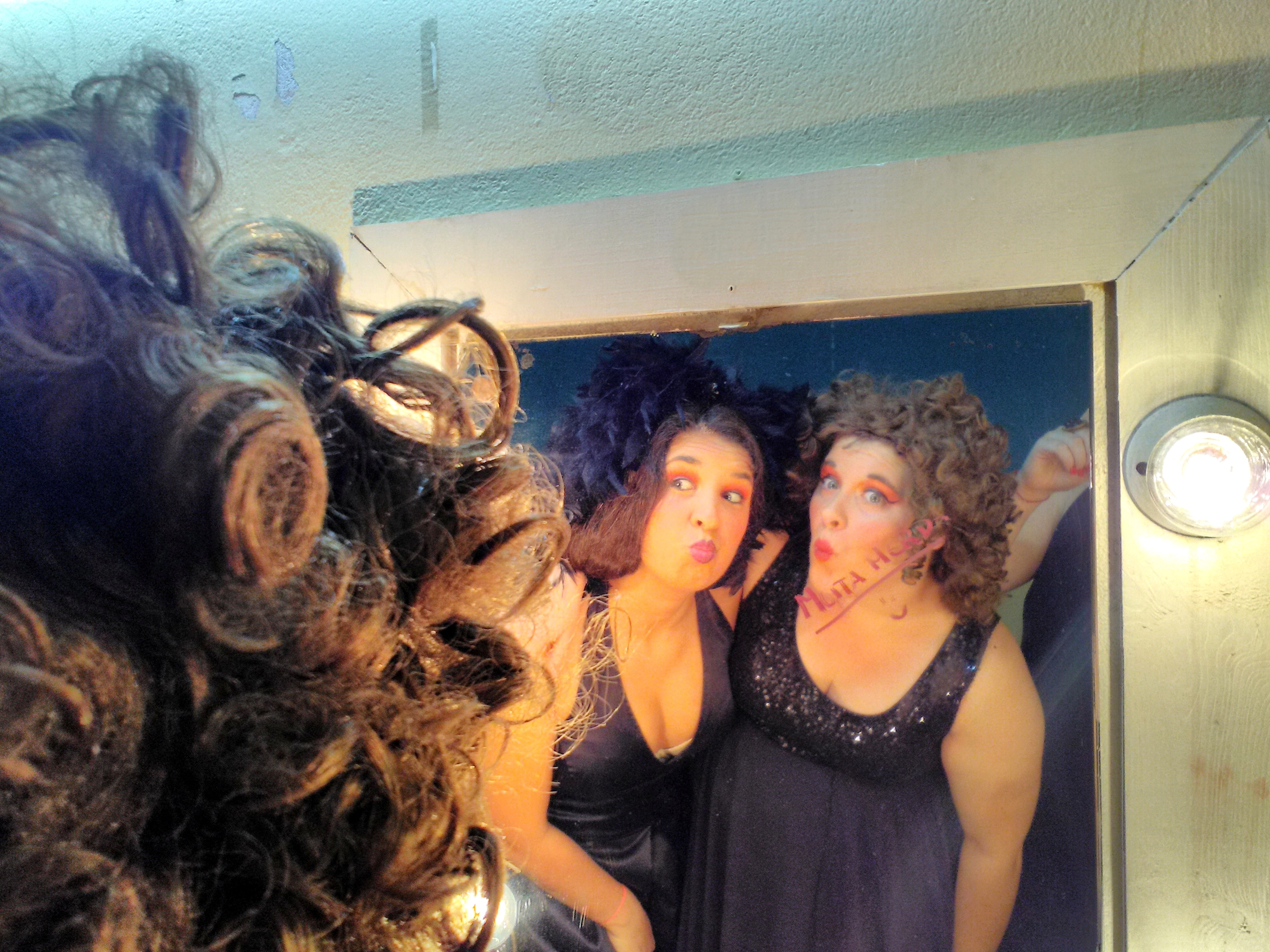
Sílvia Raposo e Sofia Assis nos bastidores de Uma Questão de Sexo ou de Morte da Companhia Vidas de A a Z.
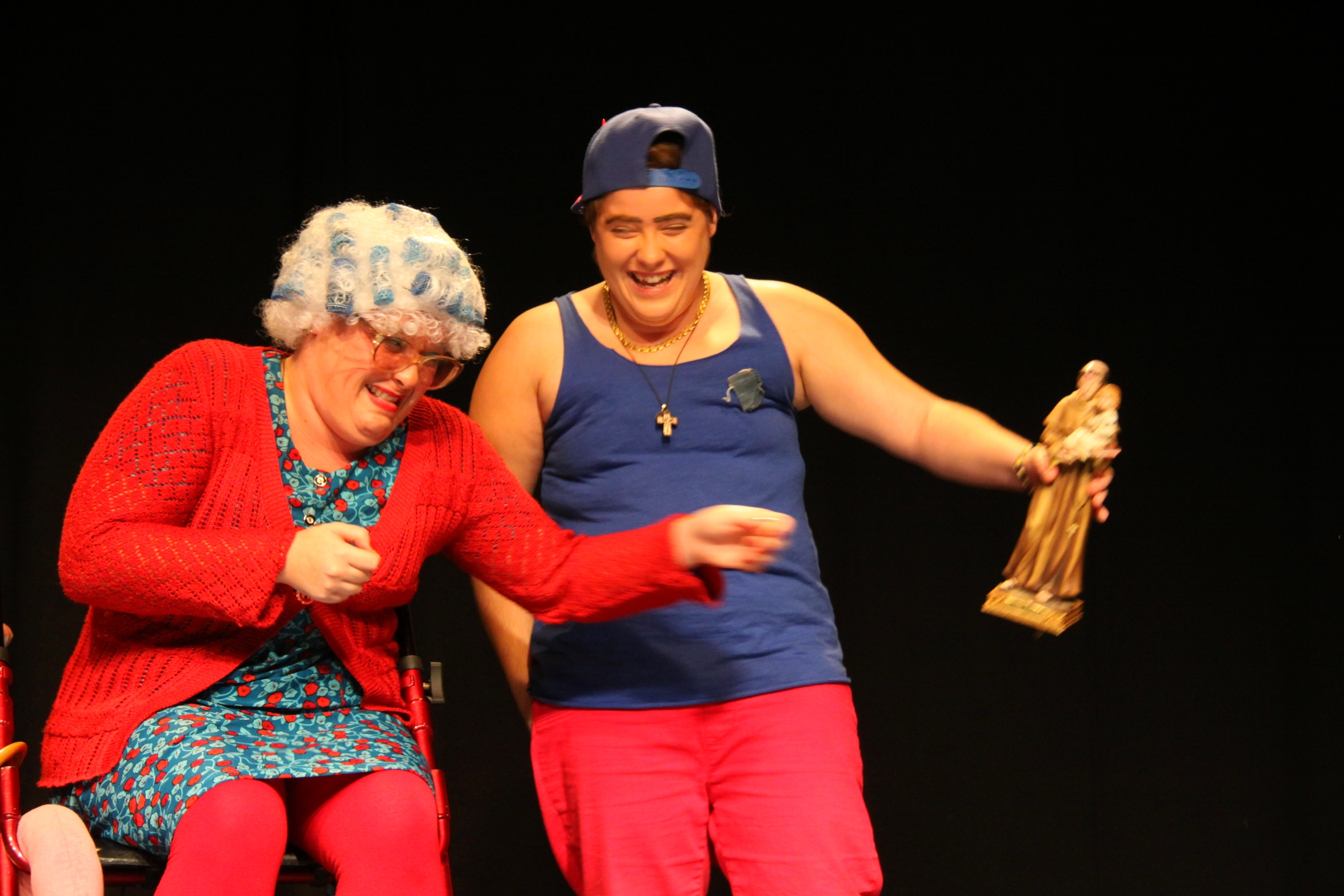
Mónica Kahlo e Sílvia Raposo em Vovó Ganza!
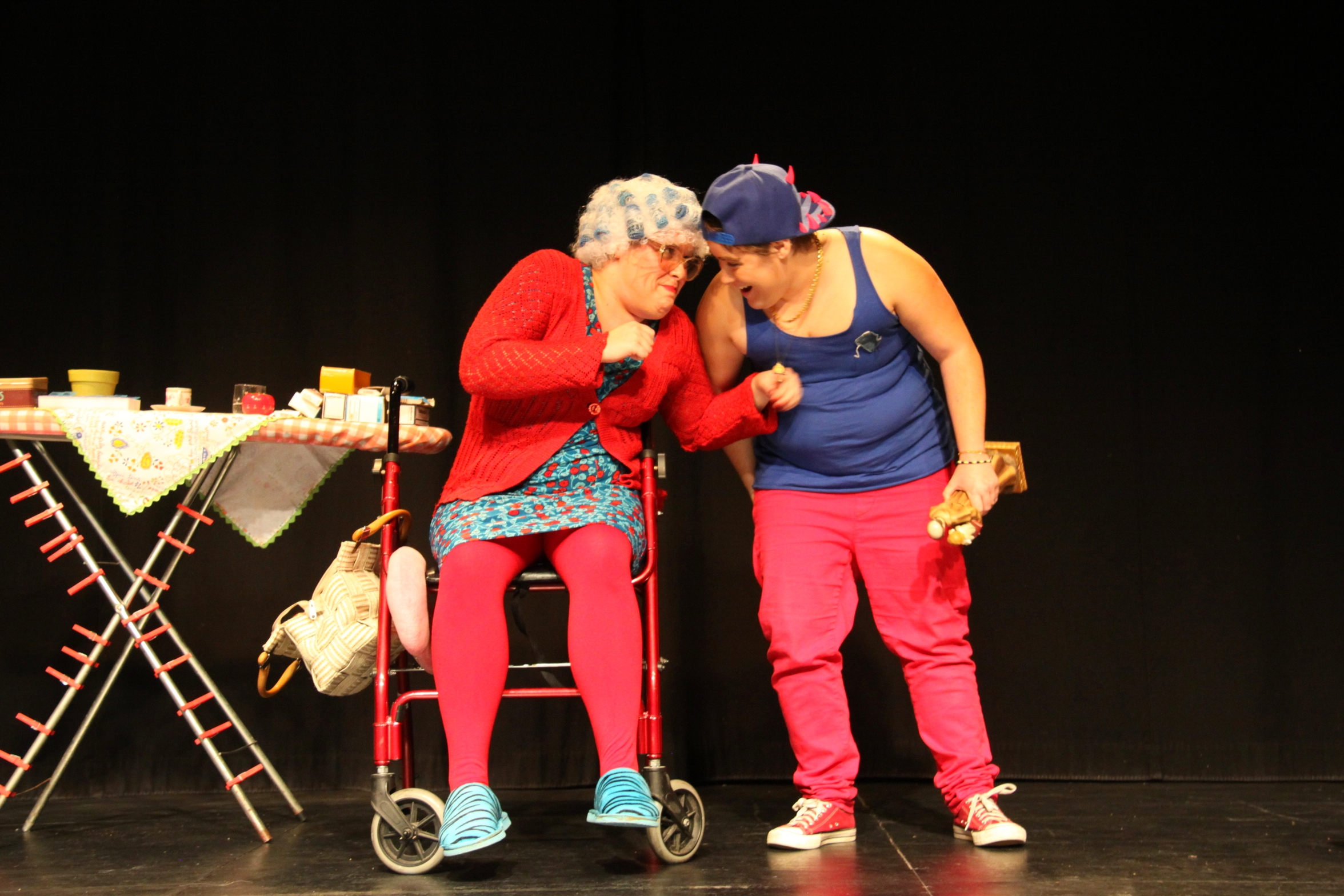
Mónica Kahlo e Sílvia Raposo em Vovó Ganza!
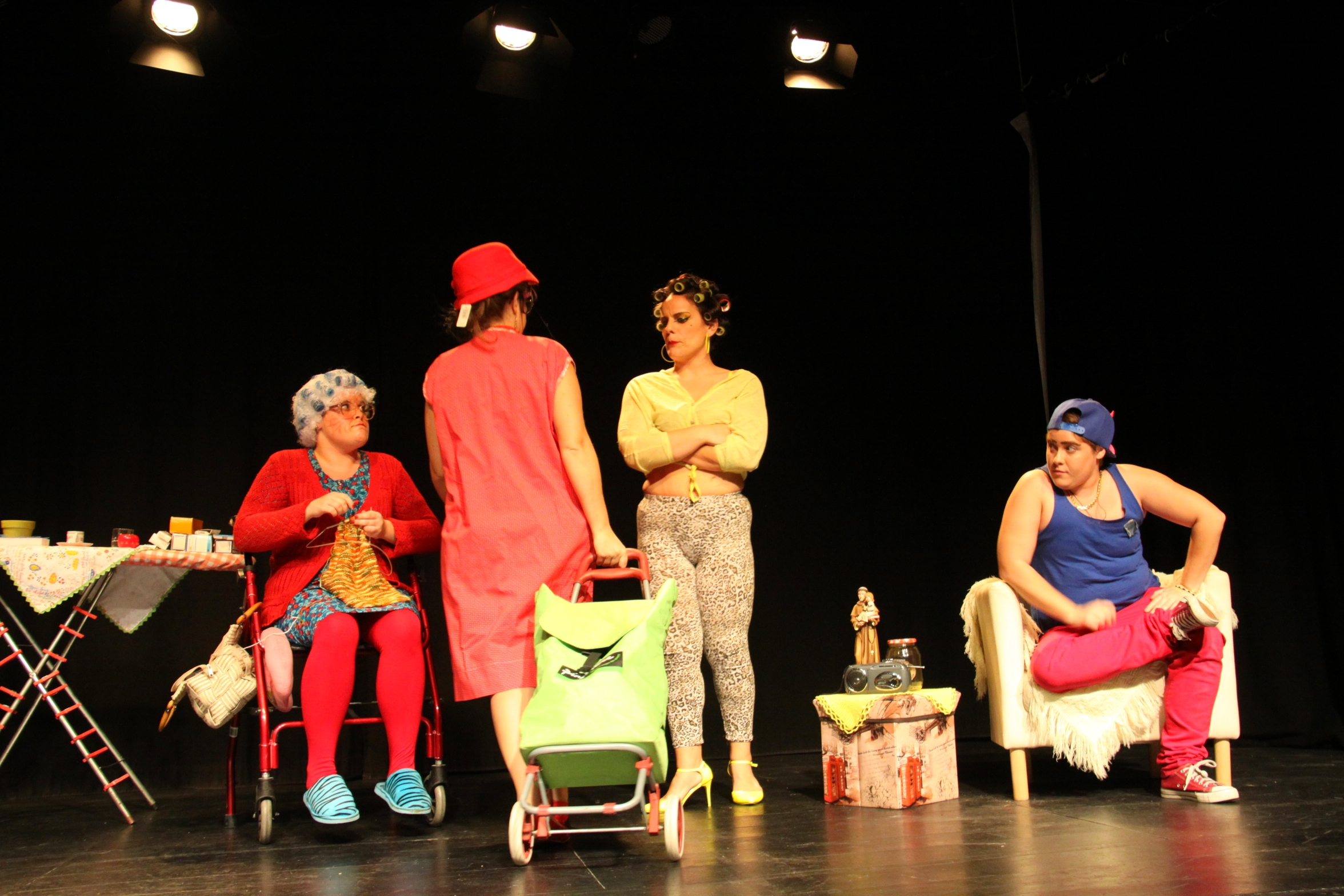
Mónica Kahlo, Liane Bravo, Margarida Camacho e Sílvia Raposo em Vovó Ganza!
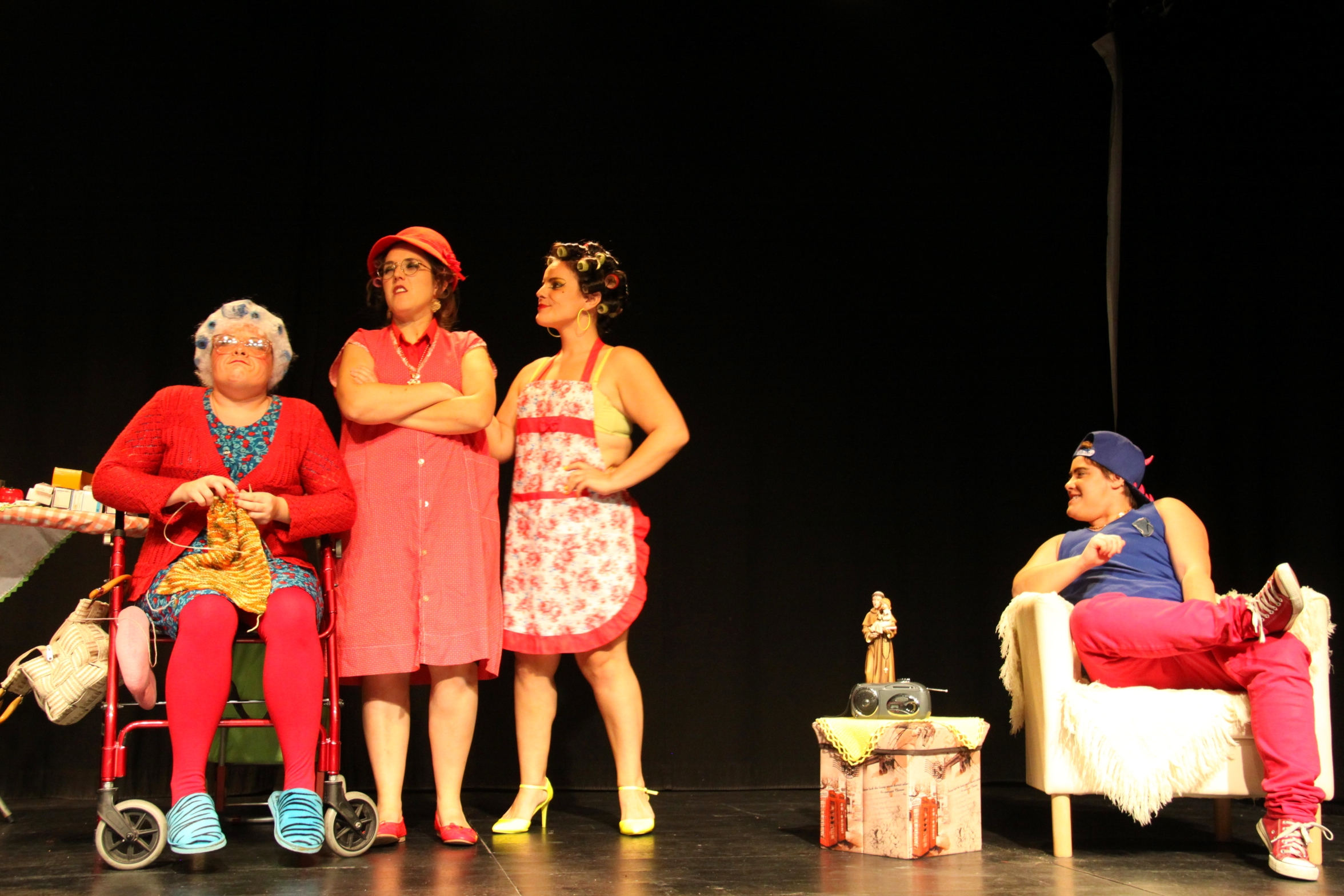
Mónica Kahlo, Liane Bravo, Margarida Camacho e Sílvia Raposo em Vovó Ganza!
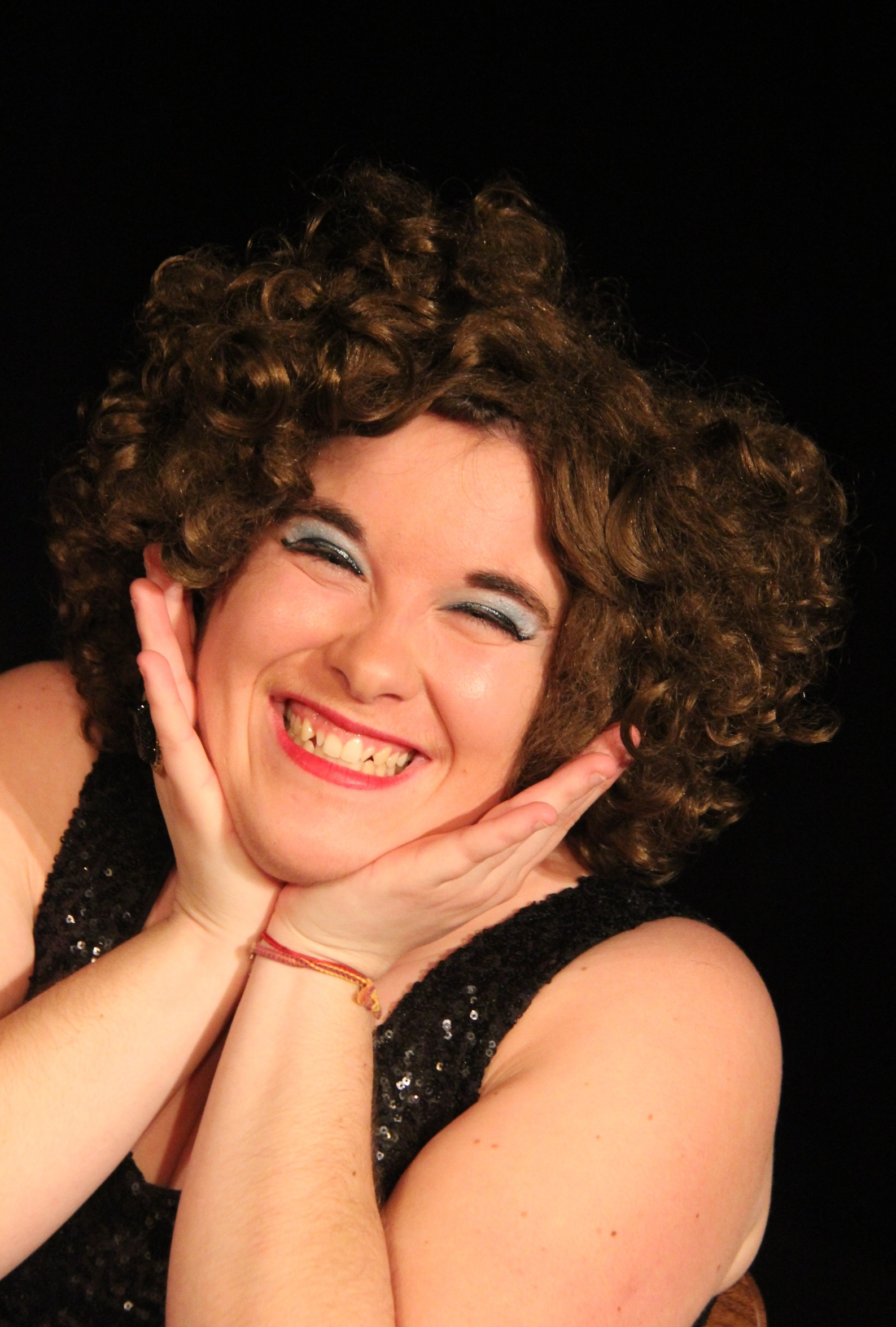
Sílvia Raposo em Uma Questão de Sexo ou de Morte
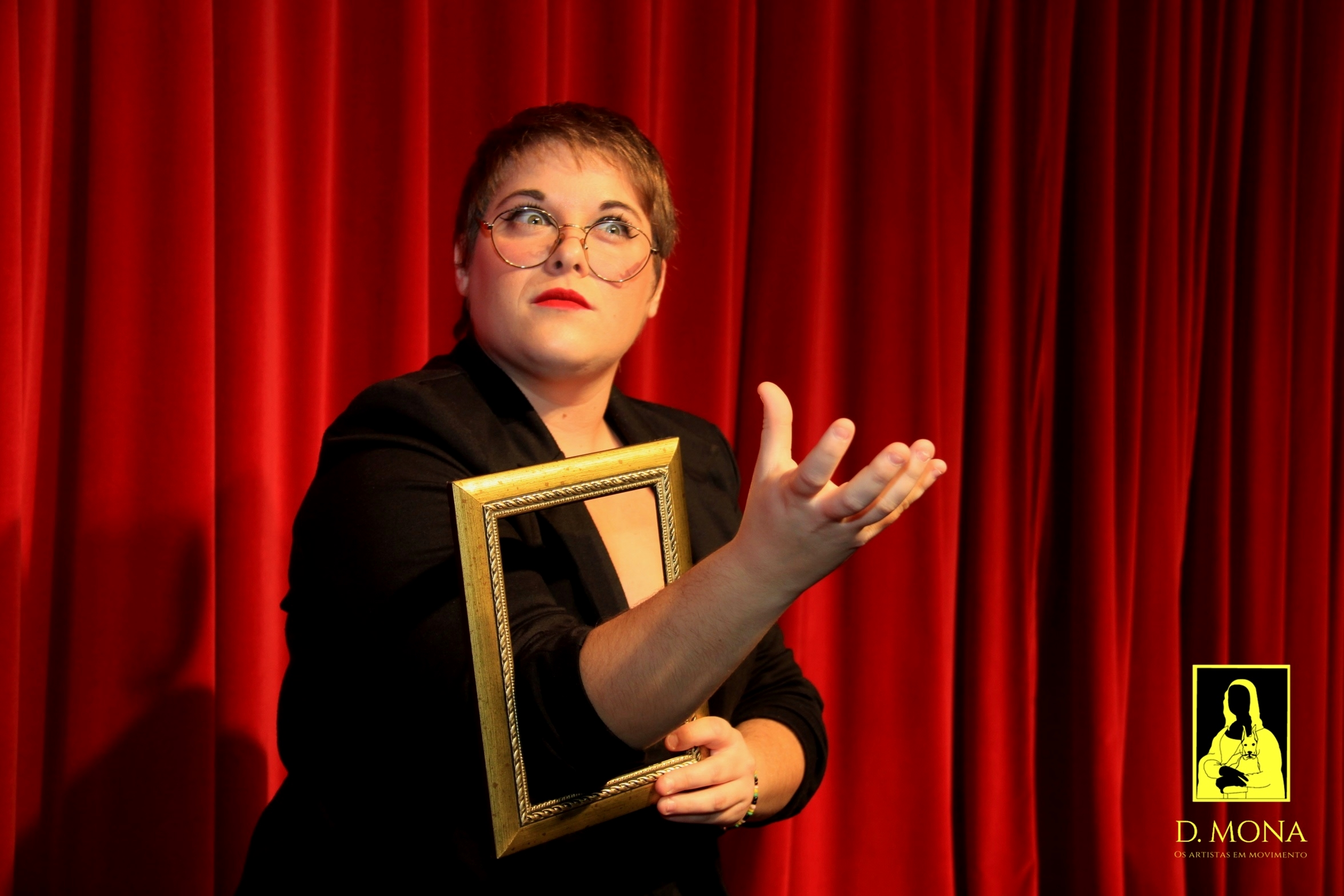
Sílvia Raposo, fundadora da companhia D. Mona
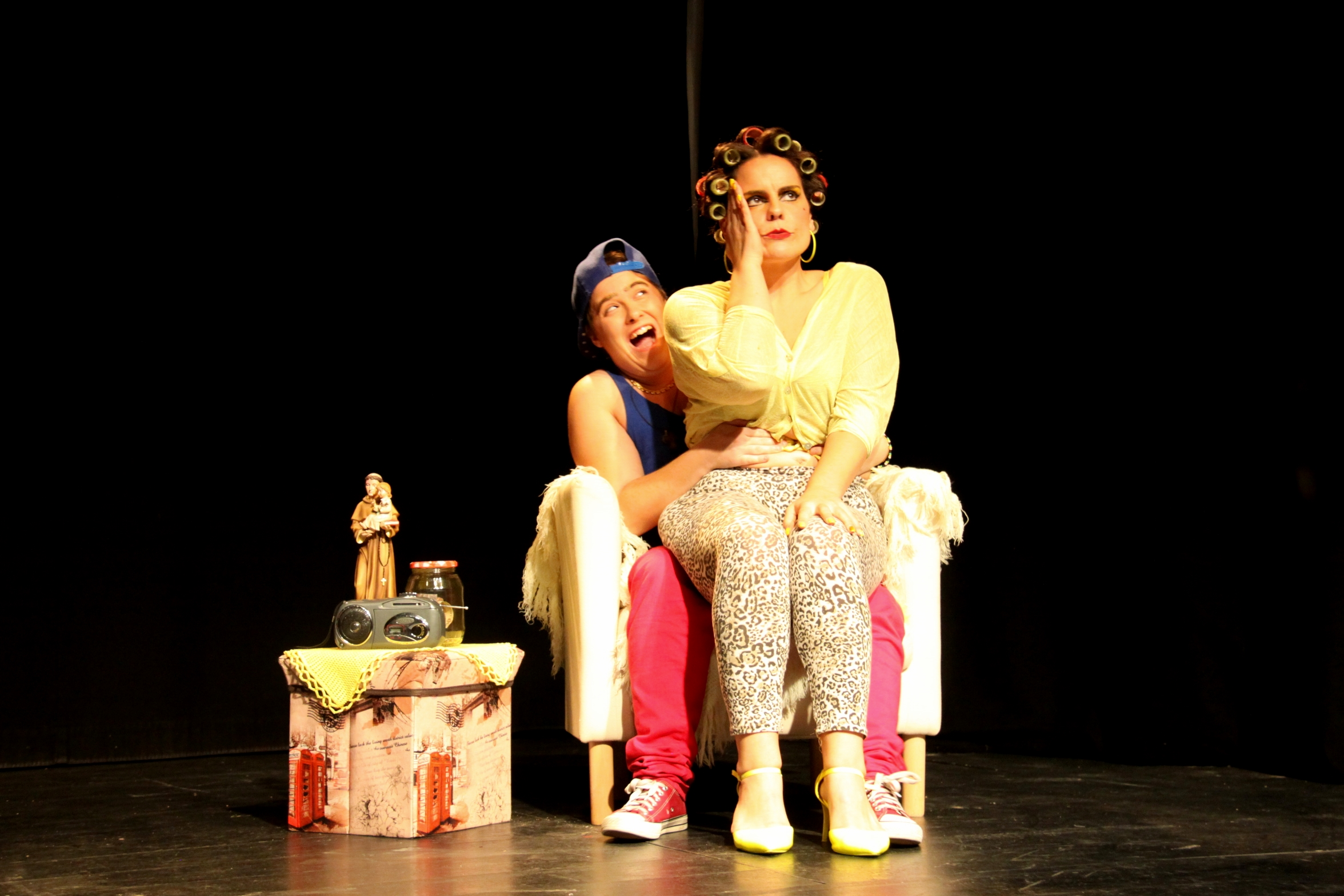
Sílvia Raposo e Margarida Camacho em Vovó Ganza!